# Monanthes icterica
Monanthes icterica là một loài thực vật có hoa trong họ Crassulaceae. Loài này được (Webb ex Bolle) H. Christ miêu tả khoa học đầu tiên năm 1888.